# 6th Operations Group

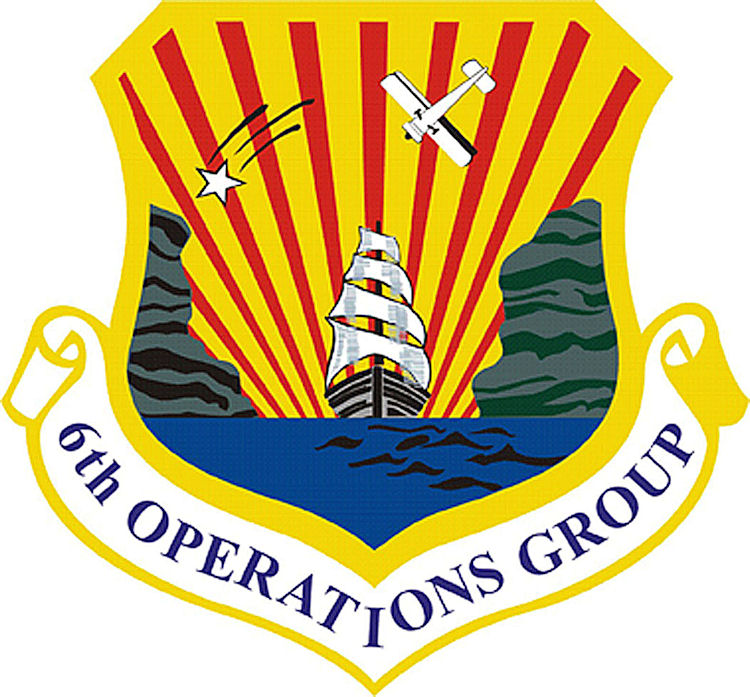
insigne du 6th Operations Group.

Le 6th Operations Group (« 6e groupe d'opérations ») ou 6 OG est la composante volante opérationnelle de la 6th Air Mobility Wing (en), stationnée à la base aérienne MacDill, en Floride.
La mission du 6 OG est la planification et l'exécution du ravitaillement aérien par l'usage notamment de Boeing KC-135 Stratotanker, la logistique d'unités de commandement et la réalisation de missions spécialisées.
Le 6th Operations Group est l'unité qui a succédé au 6th Group (Composite), l'un des quinze groupes de combat aérien originaux formés par l'armée américaine avant la Seconde Guerre mondiale. Pendant cette guerre, le 6th Bombardment Group (Very Heavy), réunissait un groupe de Boeing B-29 Superfortress affecté aux opérations de bombardement aérien contre le Japon. Ses avions étaient identifiés par une lettre R inscrite dans un cercle sur la queue des appareils.